# Rosa villosa
La rosa villosa (Rosa villosa) és un arbust de la família de les rosàcies, també conegut com a rosa peluda o roser pomífer. A Catalunya només la podem trobar a la comarques del Pirineu.
És un arbust que pot arribar a fer 2 metres d'alçada amb tiges plenes d'agullons prims i drets. Les fulles estan compostes amb 5-9 folíols, el·líptics o ovats i peluts per totes dues cares i doblement dentats.
La floració té lloc entre els mesos de juny i agost. Les flors són solitàries, de color rosa viu, amb 5 pètals i 5 sèpals erectes.
El fruits són bastant grossos, d'1 a 1,5 cm., de color vermell i sovint recoberts d'un gran nombre d'agullons petits i fins.